# HIMEHINA
HIMEHINA（日语： himehina */?），是由田中姬（日语： Tanaka Hime）与铃木雏（日语： Suzuki Hina）二人组成的日本虛擬YouTuber组合，主要以歌曲和现场表演等音乐活动为中心，目标是在2023至2028这五年内在日本武道馆举行一场个人演唱会。HIMEHINA主要在YouTube頻道HIMEHINA Channel和哔哩哔哩频道田中姬铃木雏Official进行活动。
2024年12月26日，HIMEHINA的Youtube频道获得100万订阅。

## 简介
HIMEHINA的活动构想始于2017年11月，由田中工務店（今Studio LaRa）策划运营。运营方希望所创造的VTuber拥有一个普通的名字，于是选择了田中与铃木作为姓氏。田中是东日本人数最多的姓氏；而铃木是西日本人数最多的姓氏。二人的CG模型使用Maya及MMD制作。

### 田中姬（）
田中姬是HIMEHINA中第一位出道的成员，于2018年3月发布首支影片。身高147cm，體重39kg，坐高78cm。她的頭髮是粉紅色的，瀏海有一部分是紅色的，髮型周圍有兩個髮髻。服装为胸前留有小洞的红色旗袍，胸前挂着刻有家纹与「田中」字样的木札。
特徵是擁有魔性的笑聲。非常害怕恐怖遊戲，於實況影片中經常保持著高心跳頻率。十分喜歡北野武的招牌搞笑動作「科馬內奇」（コマネチ）。此外喜爱幼女，因此HIMEHINA的粉絲團名為酒姬民

### 铃木雏（）
铃木雏于2018年5月首次亮相。她的頭髮是金色的，瀏海有一部分是藍色的，髮型很長，侧边发型呈鱼翅状。服装为露出肚子的蓝色军服，戴着含有与田中姬相同家纹的帽子，右手绑着写有「铃木」字样的红色头巾。
是一個愛好動漫的宅女。對恐怖遊戲不怎麼害怕。非常喜歡碳酸飲料。但是對漢字和英文並不擅長。

## 經歷
2018年
- 2月5日，YouTube频道「Hime Channel」开设。
- 3月18日，田中姬发布準備影片[9]。
- 3月22日，田中姬发布首支出道影片[10]。
- 5月26日，新成员铃木雏公开[11][12]。
- 5月29日，铃木雏出道[13]。Youtube频道更名为“HIMEHINA Channel”。
- 8月26日，YouTube频道订阅者突破10万人[14][15]，并于8月30日投稿纪念影片[16]。
- 10月24日，YouTube频道订阅者突破20万人[17][18]。
- 12月30日，YouTube频道订阅者突破30万人[19][20]。

2019年
- 1月9日，首支原创歌曲《人型[註 2]》发售。该歌曲在iTunes综合上的最高排名为第3位。2月20日，发布该歌曲MV。
- 3月24日，YouTube频道订阅者突破40万人。
- 7月1日，第二支原创歌曲《姬雏鸟》发售。该歌曲在Rekochoku的Hi-Res综合榜获得第一位。这是VTuber的作品首次登上榜首。7月5日，发布该歌曲MV。
- 7月4日，宣布举行首场演唱会「心灵的怒吼」[21]。
- 9月11日，第三支原创歌曲《泡沫啊请不要离去》发售。9月20日，发布该歌曲MV[22]。
- 9月27日，于EX THEATER ROPPONGI举行首场个人演唱会「心灵的怒吼」[23]，并宣布于2020年春季发售首张专辑。
- 11月20日，YouTube頻道訂閱者突破50萬人。
- 11月29日，第四支原創歌曲《琥珀的身體》發售，12月13日，发布该歌曲MV[24]。

2020年
- 2月28日，舉行第二場演唱會「田中音樂堂「歌學革命宴」feat.鈴木文學堂」。
- 4月15日，發行首張音樂專輯《藍之華》[25]。
- 12月24日，由田中姬和鈴木雛各自獨立作詞和演唱的單曲「奇蹟的顏色」和「在做一個夢」發售。

2021年
- 2月7日，舉行第三場演唱會「HIMEHINA LIVE 2021『藍之華』」。
- 7月21日，發行第二張音樂專輯《希織歌》。
- 11月5日，由田中姬和鈴木雛各自獨立作詞和演唱的單曲「離花別話」和「Resistance!」發售。12月25日，发布两曲的Short MV[26][27]
- 11月9日，舉行第四場演唱會「HIMEHINA LIVE 2021『希織歌與時鐘』」[28]。

2022年
- 2月14日，發行首張迷你音樂專輯《相對二等心》[29]。
- 5月6日，舉行第五場演唱會「HIMEHINA LIVE 2Days 2022『想要相見的我們』」[30]。
- 5月8日，第九首原创单曲「Hello, Hologram」正式发售。5月13日，发布该歌曲MV[31]。
- 8月11日，发行新曲《心烦意乱three card》[32]。
- 10月28日，發行首張翻唱專輯《姬雏唱见壹》[33]。
- 10月28日，宣布中国FC「姬雏酒姬饭店」开始运营[34]。

- 10月29日，發行新曲《想要相见的我们》[35]。
- 12月23日，發行首張MVBD《LEGEND》[36]；

同日，举办第六场免费演唱会HIMEHINA VirtuaLIVE 2022「Holy Travel」。
- 12月24日，发行新曲「泡沫啊请不要离去 ~Xmas Version~」[38]。

2023年
- 3月19日，发行新曲《WWW》。3月24日，发布该歌曲MV[39]。
- 8月5日，举办第七场演唱会HIMEHINA LIVE 2023「提灯暗航，穿行于夏」[40]。
- 8月7日，发行新曲《MotherDRUG》。8月19日，发布该歌曲MV[41]。
- 12月15日，发行新曲《爱派Dancehall》[42]。
- 12月23日，举办第八场演唱会HIMEHINA VirtuaLIVE 2023「Holy Tower」[43]。

2024年
- 8月2日，举办第九场演唱会HIMEHINA Live 2024 「眼泪的香味」Day1[44]

同日，发行新曲「眼泪的香味」。
- 8月3日，举办第九场演唱会HIMEHINA Live 2024 「眼泪的香味」Day2

同日，公布第四张原创专辑和「眼泪的香味」全国巡回信息。
- 11月15日，发行新曲《LADY CRAZY》[46]。
- 12月26日，HIMEHINA油管频道总订阅量突破100万[5]。

2025年
- 1月13日，举办HIMEHINA 日本全国巡演(西) 「眼泪的香味」 大阪公演。
- 2月15日，举办HIMEHINA 日本全国巡演(西) 「眼泪的香味」 名古屋公演。
- 3月1日，举办HIMEHINA7周年LIVE Day1『姬雏合唱宴』[47]。
- 3月2日，举办HIMEHINA7周年LIVE Day2『The Best 二十』。

同日，发布第七十五部MV「Kiss Kitsune」。同日，宣布第四张专辑于2025年6月11日发售，预售同步开启。
- 4月1日，宣布手办化，预计将于2025年12月24日出荷[50]。
- 4月5日，参加音乐节CENTRAL FEST VIVAL @ KT Zepp Yokohama[51]。
- 4月10日，新酒姬广播启动，更新2D模型[52]。
- 5月16日，参加韩国首尔举行的「ISEGYE FESTIVAL SEOUL 2025」音乐节，于周五场登台演出[53]。
- 7月2日、发行第四张音乐专辑『Bubblin』。

## 音乐作品

### 单曲
|      | 名称                                   | 发售日期       | 規格         | 注释                                   |
| ---- | -------------------------------------- | -------------- | ------------ | -------------------------------------- |
| 1st  | 人型 （ヒトガタ）                              | 2019年1月9日   | 数字音乐下载 | 电视动画《VIRTUALSAN - LOOKING》片尾曲 |
| 2nd  | 姬雏鸟 （ヒバリ）                            | 2019年7月5日   | 数字音乐下载 |                                        |
| 3rd  | 泡沫啊请不要离去 （うたかたよいかないで）                  | 2019年9月20日  | 数字音乐下载 |                                        |
| 4th  | 琥珀的身体 （琥珀の身体）                        | 2019年11月29日 | 数字音乐下载 |                                        |
| 5th  | Mr.VIRTUALIZER                         | 2020年8月28日  | 数字音乐下载 |                                        |
| 6th  | 水窪上的輪舞 （水たまりロンド）                      | 2020年11月26日 | 数字音乐下载 |                                        |
| 7th  | 相親相愛Reflection （相思相愛リフレクション）                | 2021年2月7日   | 数字音乐下载 |                                        |
| 8th  | 流逝的生命 （流れ行く命）                        | 2021年3月19日  | 数字音乐下载 |                                        |
| 9th  | Hello, Hologram                        | 2022年5月8日   | 数字音乐下载 |                                        |
| 10th | 心烦意乱three card （）                | 2022年8月11日  | 数字音乐下载 |                                        |
| 11th | 想要相见的我们 （）                    | 2022年10月31日 | 数字音乐下载 |                                        |
| 12th | 泡沫啊请不要离去 ～Xmas Version～ （） | 2022年12月24日 | 数字音乐下载 |                                        |
| 13th | WWW                                    | 2023年3月19日  | 数字音乐下载 |                                        |
| 14th | MotherDRUG （）                        | 2023年8月7日   | 数字音乐下载 |                                        |
| 15th | 爱派Dancehall （）                     | 2023年12月15日 | 数字音乐下载 |                                        |
| 16th | 眼泪的香味 （）                        | 2024年8月3日   | 数字音乐下载 |                                        |
| 17th | LADY CRAZY                             | 2024年11月15日 | 数字音乐下载 |                                        |
| 18th | 亲亲小狐狸 （）                        | 2025年3月2日   | 数字音乐下载 |                                        |

### 田中姬個人單曲
所有歌曲皆由田中姬本人作詞。
|     | 名称                      | 发售日期       | 規格         | 注释   |
| --- | ------------------------- | -------------- | ------------ | ------ |
| 1st | 奇蹟的顏色 （キセキ色）           | 2020年12月24日 | 数字音乐下载 |        |
| 2nd | 離花別話 （花れ話れ）             | 2021年11月5日  | 数字音乐下载 | [ 69 ] |
| 3rd | 空心箱庭 （空っぽの箱庭） | 2023年8月7日   | 数字音乐下载 | [ 70 ] |

### 鈴木雛個人單曲
所有歌曲皆由鈴木雛本人作詞。
|     | 名称              | 发售日期       | 規格         | 注释   |
| --- | ----------------- | -------------- | ------------ | ------ |
| 1st | 在做一個夢 （ユメミテル）   | 2020年12月24日 | 数字音乐下载 |        |
| 2nd | Resistance!       | 2021年11月5日  | 数字音乐下载 | [ 69 ] |
| 3rd | Raise Your Voice! | 2023年8月7日   | 数字音乐下载 | [ 71 ] |

## 迷你

### 影像作品
|     | 名稱                                      | 發售日期       | 備註                                                                                               |
| --- | ----------------------------------------- | -------------- | -------------------------------------------------------------------------------------------------- |
| 1st | The 1st.                                  | 2020年11月25日 | 收錄 HIMEHINA 兩場演唱會「心靈的怒吼」和「田中音樂堂「歌學革命宴」feat.鈴木文學堂」的 Live Blu-ray |
| 2nd | 無法相見的我們 （）                       | 2022年3月16日  | 收錄 HIMEHINA 兩場演唱會「藍之華」和「希織歌與時鐘」的 Live Blu-ray                                |
| 3rd | 想要相见的我们 （アイタイボクラ）         | 2022年10月26日 | 收录 HIMEHINA 两场演唱会「蓝之华」和「希织歌与时钟」的 Live Blu-ray                                |
| 4th | LEGEND                                    | 2022年12月23日 | 收录 HIMEHINA 13首原创歌曲MV以及4首田中姬、铃木雏个人单曲的Short MV                                |
| 5th | 提灯暗航，夏日穿梭 （提灯暗航、夏をゆく） | 2024年4月26日  | 收录 HIMEHINA 演唱会「提灯暗箱，夏日穿梭」的 Live Blu-ray                                          |
| 6th | 眼泪的香味 （涙の薫りがする）             | 2025年2月28日  | 收录 HIMEHINA 演唱会「眼泪的香味」的 Live Blu-ray                                                  |

### 参加作品
| 歌曲               | 演唱者                                                       | 发售日期     | 規格         |
| ------------------ | ------------------------------------------------------------ | ------------ | ------------ |
| （feat. 中田康贵） | （未来明、电脑少女小白、猫宫日向、月之美兔、田中姬、鈴木雏） | 2019年3月6日 | 数字音乐下载 |

## 出演

### 电视节目
2018年
- VIRTUAL BUZZ TALK!（TOKYO MX、9月14日・9月21日・12月29日）

2019年
- のばん組（BS日本、3月22日）
- BUZZ RHYTHM 02（日本电视台、5月17日）
- 超人女子战士 Gariben Girl V（朝日电视台、7月4日）

2020年
- NHK虛擬紅白歌合戰（1月1日、NHK綜合）
- 沼にハマってきいてみた（NHK教育頻道、2月10日・9月16日）

### 电视动画
2019年
- NHK虚拟扬声歌唱
- VIRTUALSAN - LOOKING

### 網路節目及電台廣播
- Virtual Halloween in cluster（バーチャルハロウィン in cluster）（2018年10月26日）[97]
- Virtual Station（バーチャルステーション）（Niconico直播、2018年12月10日）MC[98]
- （Niconico直播、2018年12月31日）[99]
- （日本放送、2019年8月14日）
- VMZ（YouTube A.I.Channel、2020年3月27日）第4回嘉賓

### 活動
2018年
- Niconico超會議（日语：ニコニコ超会議）2018（4月28日・4月29日、幕張展覽館）只有田中姬參與[100]
- RAGE バーチャルYouTuber GRAND PRIX〜2018 Summer〜（6月17日）只有田中姬參與[101]
- RAGE バーチャルYouTuber GRAND PRIX〜2018 Autumn〜（9月16日）[102]
- Niconico超派對2018（11月3日）[103]

2019年
- Niconico超會議2019（4月27日・4月28日、幕張展覽館）
  -  DAY1・DAY2[104]
- BiliBili Macro Link -Visual Release 2019-（7月19日）
- DIVE XR FESTIVAL（9月23日、幕張展覽館）[105]
- BiliBili World 2019 成都（12月22日）

2020年
- VTuber Fes Japan @ニコニコネット超会議2020（4月18日）
- Bilibili Macro Link-Visual Release 2020（12月19日、中国・上海国家会展中心(上海)虹馆EH）[106]

2021年
- VTuber Fes Japan 2021 DAY2（1月31日、川口綜合文化中心 Lilia）[107]
- V-Carnival（4月3日）線上[108]
- Bilibili Macro Link - Visual Release 2021 上海（7月9日）

2022年
- VTuber Fes Japan 2022 DAY2（4月30日、幕張展覽館）[109]
- V-Carnival Vol.2（6月12日）線上[110]

### 演唱會
- HIMEHINA 1st One-Man Live「心靈的怒吼（心を叫べ）」（2019年9月27日、EX THEATER ROPPONGI）
- （2020年2月28日、EX THEATER ROPPONGI）
- HIMEHINA LIVE 2021「藍之華（藍の華）」（2021年2月7日、豊洲PIT）無觀眾線上直播[111]
- HIMEHINA LIVE 2021「希織歌與時鐘（希織歌と時鐘）」（2021年11月9日[註 4][112]、豊洲PIT）無觀眾線上直播[113]
- HIMEHINA LIVE 2days 2022「想要相見的我們」（2022年5月6日 - 5月7日、豊洲PIT）[114]
- HIMEHINA LIVE 2023 「提灯暗箱，穿行于夏」（2023年8月5日、大宫sonic city）[115]
- HIMEHINA LIVE 2days 2024 「眼泪的香味」（2024年8月2日-8月3日）[來源請求]

## Studio LaRa（原田中工務店）
Studio LaRa是HimeHina Channel的运营团体，由Studio LaRa与LaRa China组成。
2022年5月7日，田中工務店杂务代表 中岛 在于本日举办的 HIMEHINA LIVE 2022「希织歌与时钟」 上通过姬雏读信视频的方式宣布田中工务店不再采取社团形式进行活动，而是成立法人。法人的名字，取“为了左边的姬和右边的雏”的意义，命名为“株式会社LaRa”。
2022年5月9日，田中工务店China通过B站动态宣布因田中工务店改组成为株式会社LaRa，原田中工务店China也将停止使用工务店之名，改名为LaRa China，继续以社团形式支持姬雏在中国的活动。

## 備註
1. ↑  在日文中 joji（意为幼女）的片假名写法为，发音接近“酒姬”。
2. ↑  以下歌曲及演唱会中文名称采用Bilibili官方账号投稿使用的翻译名称
3. ↑  一说“亲吻”
4. ↑  原定於2021年10月16日舉行，因發生演出影像及舞台搭建上的致命性錯誤而延期